# Reszegi Lajos
Reszegi Lajos (Nagyvárad, 1895. szeptember 13. - Berettyóújfalu, 1964. február 3.) levéltáros. 

## Élete
Édesapja Hajdúnánásról származott. Szülei Reszegi Sándor és Seres Heléna voltak.
1921-ben a csonka Bihar vármegye napidíjas írnoka lett. Mivel végzettségét nem tudta igazolni, elbocsátották állásából. Egy ideig temetkezési vállalkozóként tevékenykedett.
Nadányi Zoltán elérte, hogy Reszegit alkalmazzák a levéltárban díjnokként. Nagy szerepe volt Bihar vármegye levéltárának átmentésében, illetve rendezésében. 1936-ban előléptették irodasegédtisztté. Egy alispáni határozattal 1938 májusában áthelyezték a vármegyei árvaszékhez. 1938. november 1-én nyugdíjba vonult, majd Debrecenben családkutató irodát nyitott, és hírlapok helyi tudósítójaként dolgozott. 1950-ben ismét „beosztott” levéltáros, majd „megbízott főlevéltáros-helyettes,” végül „megbízott levéltárvezető” volt. Második feleségével Biharnagybajomba költözött, ahol 1953-tól a Reszegi Fotó családi vállalkozást vitte. Az 1956-os forradalom után letartóztatták, haragosai feljelentették. 1961-ben kiváltotta képkeretező iparát.
1934-ben a Komádi és Vidéke című lapnál dolgozott, cikkei jelentek meg a Magyarság, Magyar Nemzet, Nagyvárad, Püspökladány és vidéke lapokban. 1942-től a Turáni Vadászok debreceni szervezetének elnöke, a nagybajomi háziipari szövetkezet elnöke, a Biharvármegyei Régészeti és Történelmi Egylet titkára volt, 1930-tól a Szent István Társulat, 1933-tól a Magyar Történelmi Társulat, 1935-től a Magyar Néprajzi Társaság, 1942-től a Magyar Turáni Társaság tagja volt. 1956-ban a nagybajomi Hazafias Népfront vezetőségi tagja volt, illetve anyakönyvvezető.
Biharnagybajomon nyugszik. Irathagyatéka levéltárba került. Szabó Pál Tatárvágás című regényében idézi meg alakját és negatív figuraként szerepelteti.

## Művei
- 1936 Bihar vármegye levéltárának eredeti címeres nemeslevelei. Magyar Családtörténeti Szemle
- 1937 Hunyadiak címere. Magyar Családtörténeti Szemle
- 1937 A Ványi család nemesi bizonyságlevele. Magyar Családtörténeti Szemle